# Louis Antoine de Bougainville
Louis Antoine de Bougainville (12. listopadu 1729 – 31. srpna 1811) byl francouzský důstojník a mořeplavec, který jako první prozkoumal některé končiny Tichého oceánu.

## Životopis

### Mládí a dospělost

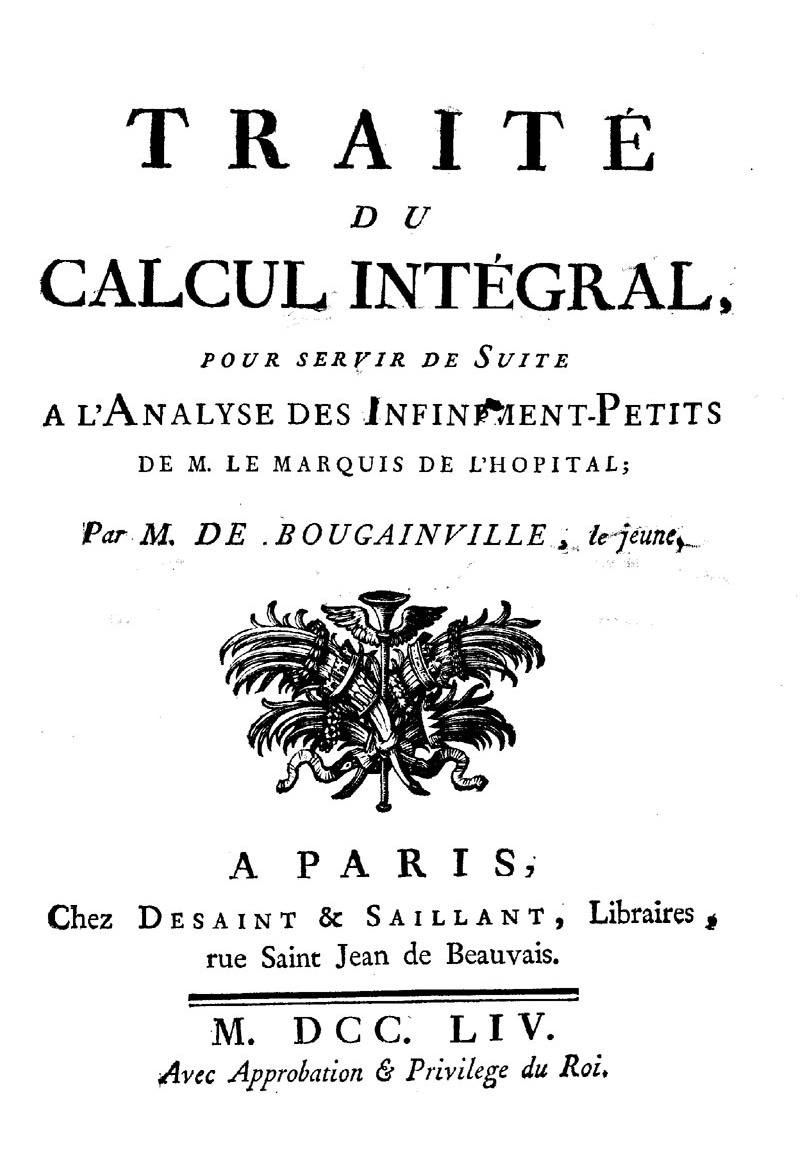
Traité du calcul intégral, 1754

Louis pocházel z rodu vyšších úředníků a k námořnickému řemeslu se dostal až ve svých třiceti letech. Do té doby se s úspěchem věnoval nejrozmanitějším činnostem. Vystudoval práva a stal se skvělým obhájcem, jeho Pojednání o integrálním počtu mu vyneslo členství v londýnské Královské vědecké společnosti, intriky, souboje a galantní dobrodružství byly jeho živlem a za sedmileté války se vyznamenal jako důstojník v Kanadě při obraně Québeku. Vojenskou uniformu pak vyměnil za námořnickou a roku 1763 byl vyslán založit francouzskou kolonii na Malvínských (nyní Falklandských) ostrovech, která však musela být po dvou letech na nátlak Anglie a Španělska vyklizena. Předáním Malvín Španělům pověřilo ministerstvo námořnictví Bougainvilla. Ten se chopil příležitosti a přesvědčil krále Ludvíka XV., že by jeho mise měla pokračovat cestou kolem světa, která by opět pozvedla francouzskou prestiž a dala zapomenout na hořkost vojenských i diplomatických porážek.

### Vyplutí

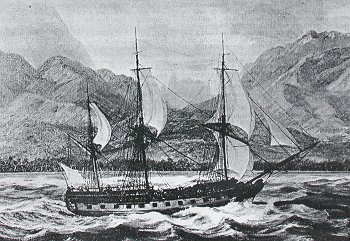
Loď Boudeuse při plavbě

V prosinci 1766 se davy zvědavců loučily v brestském přístavu s Bougainvilleovými koráby – s pyšnou válečnou plachetnicí Boudeuse (Vzpurná) a s trojstěžníkem Etoile (Hvězda). Kromě oficiálního poslání královská instrukce kapitánovi ukládala prozkoumat moře i země mezi západním pobřežím Jižní Ameriky a Východní Indií a zejména objevit bájnou Jižní zemi (Terru australis) a nalézt v jižních mořích vhodné námořní základny. Předávání Malvínských ostrovů trvalo bezmála rok, a tak skutečné dobrodružství začalo teprve v prosinci 1767, kdy obě lodi vepluly do bouřlivého Magalhãesova průlivu a pak do vod Tichého oceánu. První pevnina se objevila na obzoru 21. března. Byla to skupina nízkých ostrůvků pokrytých chudou vegetací, které nazval Bougainville „Nebezpečnými“ (dnešní souostroví Tuamotu).

### První objev
Počátkem dubna vyrostla v dálce z moře vysoká hora, dominující zelenavému ostrovu. Bylo to Tahiti, perla mezi tichomořskými ostrovy. Francouzům připadal pobyt na tomto ostrově jako život v pozemském ráji. Jeho krása i „přirozené“ zvyky jeho obyvatel je okouzlily. Bougainville nazval Tahiti Novou Kytherou a prohlásil jej za francouzskou državu, i když necelý rok předtím „působil“ na ostrově anglický kapitán Samuel Wallis. Jeho námořníci chtěli budit u domorodců hlavně respekt a to se jim nesporně podařilo. Přes jejich surové činy k nim zůstali Tahiťané přátelští a štědří a tím spíše se tak chovali i k Bougainvillovým lidem. Rozruch propukal jedině kvůli častým krádežím, jichž se ostrované dopouštěli z dětinské zvědavosti. Avšak „osvícený“ Bougainville jako rozený diplomat nedopustil, aby případné nedorozumění přerostlo v tragédii.

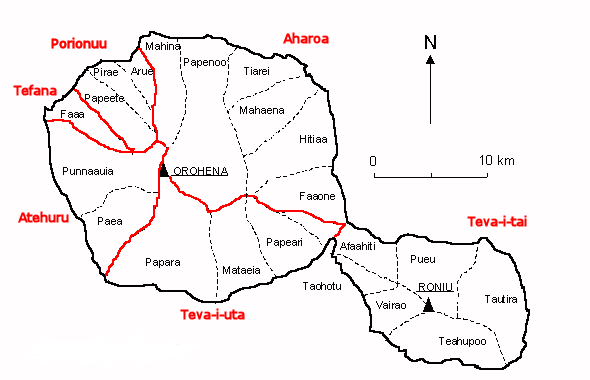
Mapa ostrova Tahiti

Po dvanáctidenním pobytu dal kapitán v polovině dubna napnout plachty. Spolu s četnými dary si odvážel i mladíka Auturua, jenž toužil spatřit Francii, vlast svých přátel. Byl to užitečný „pasažér“ s cennými zkušenostmi s plavbou mezi blízkými tichomořskými atoly, ale jako tlumočník se neosvědčil, protože řeči obyvatel dalších tichomořských ostrovů, kolem nichž Bougainvillovy lodě proplouvaly, nerozuměl. Dlouhá plavba byla pro něj značným šokem, neboť se domníval, že cesta do Francie potrvá nanejvýš dva týdny, delší si totiž nedokázal představit.
V květnu se Boudeuse a Etoile dostaly načas do oblasti bezvětří, poté se musely probíjet proti západním větrům a nakonec začala blízkost země přinášet jednu bouři za druhou. Byla to značně dobrodružná plavba. Koncem května dorazil Bougainville ke Quirósově zemi Sv. Ducha (dnešnímu ostrovu Espiritu Santo), kterou však oproti tradičnímu názoru nepokládal za pevninu, nýbrž za ostrov. V jeho blízkosti objevil čtyři další a celému souostroví dal jméno Velké Kyklady (dnešní Nové Hebridy – Vanuatu). Na jih a západ od nich se rozprostíral jen širý oceán. Po týdenní plavbě v západním kursu mu v dalším postupu zabránily mělčiny na vnější straně Velkého bariérového útesu. Severovýchodní pobřeží Nového Holandska leželo téměř na dosah, nechtěl však riskovat životy svých lidí a vydal se raději vzhůru směrem k Nové Guineji. I tak posunul pomyslnou mez, po kterou údajně sahalo východoaustralské pobřeží, o notný kus zpět.

### Druhý objev a návrat do vlasti
Na další cestě se musely obě lodi proplétat hustou sítí atolů, nazvaných na královu počest Louisiady. Později propluly mezi dvěma z dnešních Šalomounových ostrovů – Bougainville a Choiseul – a oklikou kolem Nového Irska se dostaly k severnímu pobřeží Nové Guineje. Plavba už trvala příliš dlouho, potraviny podléhaly zkáze a mezi mužstvem řádily kurděje i pohlavní nemoci „importované“ z Tahiti. Příděly musely být sníženy, ale dočasně zavedená „rovnost v jídle“ pomohla kapitánovi udržet disciplínu. Konec útrap a běd se však už blížil. Kapitán dopřál mužstvu krátký oddech na ostrůvku Buru s holandskou faktorií a poté v Batávii. Další plavba vedla už osvědčenou trasou přes ostrov Mauricius a mys Dobré naděje. V polovině března 1769 přistály Bougainvillovy lodě v Saint-Malo. První velká francouzská plavba kolem světa trvala dva roky a čtyři měsíce.

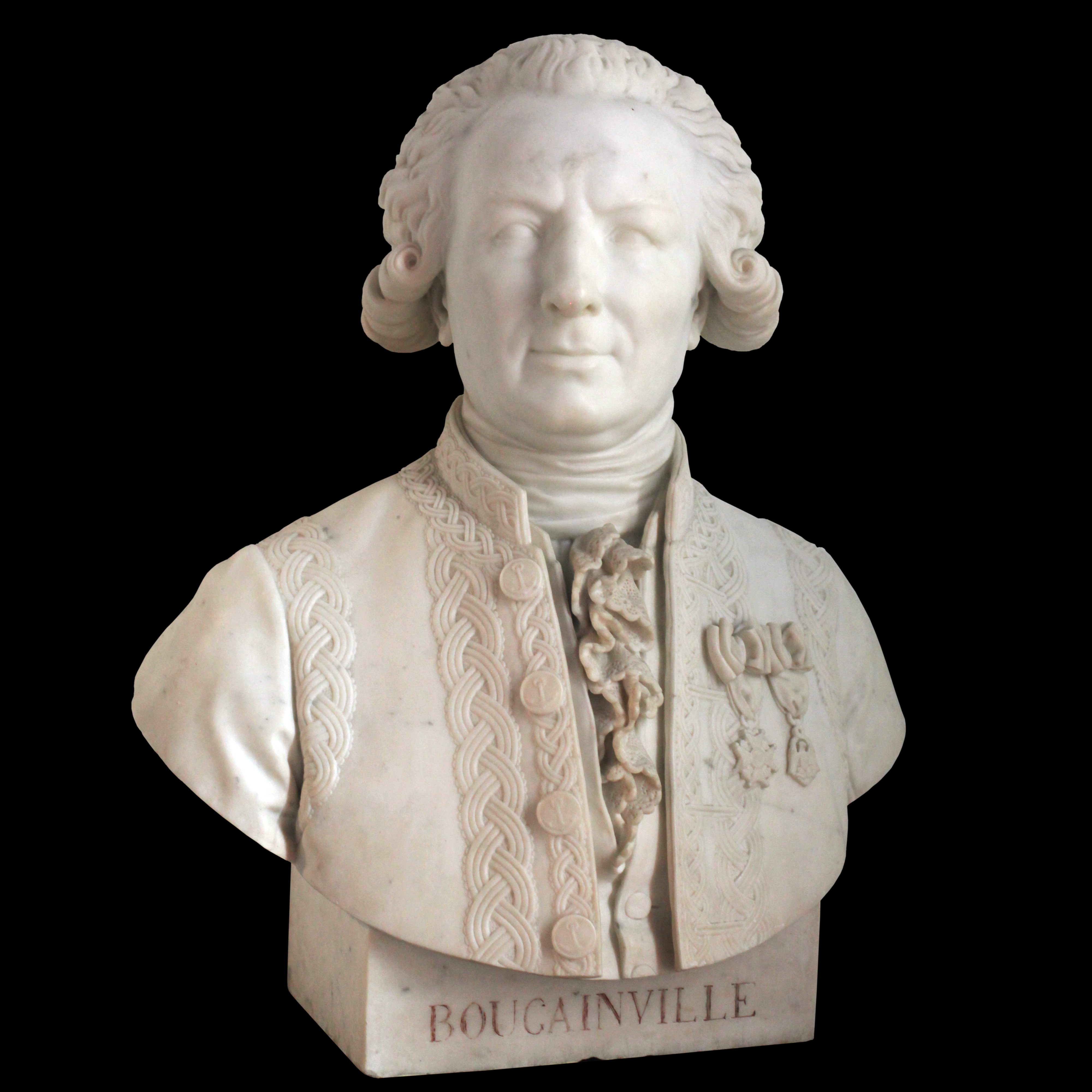
Busta Bougainvilla v Národním muzeu v Paříži

Bougainvillova výprava splnila své politické poslání a navíc dosáhla významných vědeckých úspěchů. Většina oblastí a ostrovů, které objevila, byla sice známá už předtím, ale její kapitán i astronomové Pierre-Antoine Véron a Du Bouchage značně upřesnili hydrografii, topografii i klimatologii Tichého oceánu, takže jejich následovníci se už mohli v této oblasti pohybovat mnohem bezpečněji. Bougainville se vydával na cestu jako přesvědčený zastánce hypotézy tzv. Jižní země, ale dosažené výsledky mu přinesly velké rozčarování – v prostorách Tichého oceánu žádný takový kontinent neobjevil. Bougainvillův cestopis Cesta kolem světa se stal po svém vydání roku 1769 bestsellerem. Úspěch objevitele a nadaného spisovatele však budil závist a vytvořil mu četné nepřátele ve velení francouzského loďstva. Urážlivé a štvavé kampani, v níž byl napadán jako dobrodruh a neschopný chráněnec královy milostnice madame du Barry, učinil rázně přítrž celou sérií soubojů.

### Závěr života a smrt
Bougainville se dožil vysokého věku, ale nebyla to vůbec léta strávená v poklidu. Účastnil se americké války za nezávislost, načas velel brestské eskadře a krátká přízeň Ludvíka XVI. mu za Francouzské revoluce vynesla vězení. Teprve Napoleon Bonaparte plně ocenil jeho zásluhy a pověřil ho řadou čestných funkcí.

## Zajímavosti
- Jeho socha je jednou ze 146 soch umístěných na fasádě budovy Hôtel de ville de Paris.
- Jeho jméno nese ostrov Bougainville a rod Bougainvillea, k jehož zástupcům patří například okrasná liána bugenvilea.